# Pierre Étienne Louis Dumont
Pierre Étienne Louis Dumont, född 1759 i Genève, död 1829 i Milano, var en schweizisk präst och skriftställare.